# Autorretrato (El Greco)
Autorretrato ou Retrato de um Velho é uma pintura a óleo sobre tela de El Greco, datada entre 1595 e 1600 e geralmente identificada como um autorretrato. Mostra a influência de Ticiano e Tintoretto, cujas obras El Greco estudou em Veneza. Está agora no Metropolitan Museum of Art de Nova York.

## Descrição
O modelo é um homem com idade provavelmente entre cinquenta e sessenta anos, vestindo uma vestimenta de pele e, no pescoço, uma gorjeira, conforme a moda masculina do final do século XVI. O rosto é tratado com realismo: rugas, barba levemente desgrenhada, assimetria. A expressividade é excepcional, principalmente pela melancolia interrogativa que o pintor conseguiu imprimir ao olhar.